# Dornbirn
Dornbirn je grad na zapadu Austrije od 48.779 stanovnika.
On je administrativni centar istoimenog kotara i najveći grad Savezne države Vorarlberg.

## Zemljopisne karakteristike
Dornbirn leži u Vorarlbergu, u dolini rijeke Rajne udaljen svega 10 km južno od Bregenza i Bodenskog jezera.

## Povijest
Prvi put je dokumentiran 895. pod imenom Torrinpuirron. Od kraja 12. stoljeća bio je feud švapskih Grofova od Montforta sve do 1380. kad je pripao austrijskim Habsburzima.
Dornbirn je status grada dobio 1901. godina.

## Znamenitosti
Najveće znamenitosti Dornbirna su neoklasična župna crkva iz 1493. a zvonikom i "Crvena kuća" (njem. Rotes Haus) iz 1639. godine.
Dornbirn ima regionalni prirodoslovni muzej.

## Privreda
Dornbirn je centar austrijske tekstilne industrije, pored toga u gradu se proizvode električni aparati i generatori, pivo, metalni, plastični i drveni artikli.
Dornbirn je i sjedište internacionalnog sajma i trgovačko servisni centar svoje okolice.

## Vanjske poveznice
- Službena stranica grada